# Thorak-Atelier

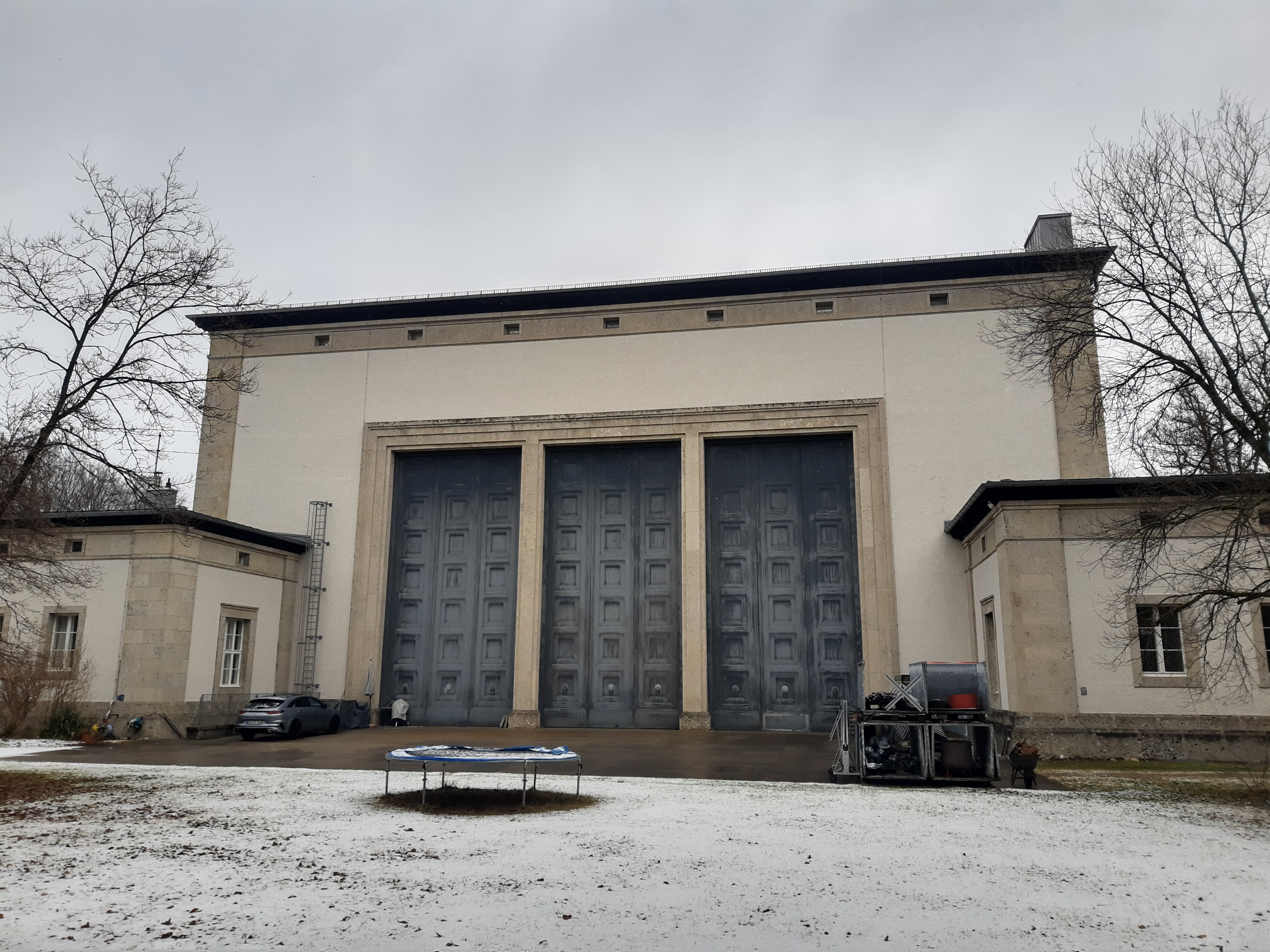
Südseite des Thorak-Ateliers (2022)

Das Thorak-Atelier ist ein Gebäude in Baldham (Gemeinde Vaterstetten) bei München, das 1941 als Arbeitsstätte für den nationalsozialistisch gesinnten Bildhauer Josef Thorak errichtet wurde. Am 5. Mai 1945 fanden dort die Verhandlungen zur Kapitulation der Heeresgruppe G statt. Später diente es unter anderem als Schule und Filmstudio, bis es 1989 zum musealen Depot der Archäologischen Staatssammlung wurde.
Das Gebäude steht unter Denkmalschutz (Denkmalliste D-1-75-132-1).

## Geschichte

### Zeit des Nationalsozialismus (1937–1945)
1937 beauftragte Adolf Hitler den führenden NS-Architekten Albert Speer mit der Planung des Baus eines Ateliers für den Bildhauer Josef Thorak, welcher als einer der wichtigsten Bildhauer des Nationalsozialismus galt. Die Baukosten wurden von der bayerischen Finanzverwaltung übernommen. Das Gebäude entstand von 1938 bis 1941 in Baldham. Der ausführende Architekt war Josef Schatz. Das Bauwerk blieb stets im Eigentum des Staates, weswegen es auch Staatsatelier genannt wurde.
In seinem Atelier arbeitete Thorak an monumentalen, oft überlebensgroßen Plastiken und Skulpturen. Dazu gehörten unter anderem Arbeiten für das Nürnberger Reichsparteitagsgelände, das Denkmal der Arbeit (eine der Reichsautobahn gewidmete Steinwendergruppe), eine überlebensgroße Hitler-Büste, sowie Statuen von Johann Bernhard Fischer von Erlach, Matthias Grünewald, Nikolaus Kopernikus und Friedrich dem Großen. Für seine Pferdeskulpturen wurden in einem Nebengebäude Pferde als Modelle gehalten. Im März 1942 besuchten Joseph Goebbels und der italienische Minister für Volkskultur Alessandro Pavolini den Bildhauer in seinem Atelier. 1943 produzierte Leni Riefenstahl unter der Regie von Arnold Fanck und Hans Cürlis die Kurzdokumentation Josef Thorak, Werkstatt und Werk, die Thoraks Atelier und einige seiner Werke zeigt.
Es gibt verschiedene Quellen, die den Einsatz von Zwangsarbeitern in und am Thorak-Atelier thematisieren. Der niederländische Journalist Nico Rost berichtet in seinem Tagebuch Goethe in Dachau aus dem KZ Dachau im Oktober 1944 von zwei Mithäftlingen, die Thorak als Zwangsarbeiter für „sein Atelier in der Nähe von Garmisch-Partenkirchen“ angefordert hätte („Man sende mir umgehend, gegen billigsten Preis, zwei tüchtige Bildhauer!“). Die beiden Häftlinge wurden jedoch letztendlich nicht zu Thorak geschickt, sondern in andere Konzentrationslager verlegt. Nach Ansicht des Historikers Johannes Hofinger war in Thoraks Anfrage das Atelier in Baldham gemeint.
Als Reaktion auf den Freispruch Thoraks vor der Spruchkammer München 1949 erhielt die Spruchkammer eine Einsendung eines Max R., nach dessen Aussage er „als politischer Häftling mit anderen aus [dem] KZ Dachau in Thoraks Park vor dem Atelier arbeiten“ musste. Außerdem befand sich auf dem Gelände ein Gleisanschluss zum Transport von Skulpturen, der von Zwangsarbeitern errichtet wurde.

### Kriegsende und Nachkriegszeit (1945–1953)
Thorak war bereits vor Kriegsende aus seinem Atelier ausgezogen. Danach diente das Gebäude als Lager für einige Exponate Münchner Museen, um sie vor den Bomben zu schützen.
Am 5. Mai 1945 verhandelten der deutsche General Hermann Foertsch und der US-amerikanische General Jacob L. Devers im Thorak-Atelier über die Kapitulation der Heeresgruppe G. Am selben Tag unterzeichnete Foertsch die bedingungslose Kapitulation im Heim der Hitlerjugend im Nachbarort Haar, wobei der genaue Ort der Unterzeichnung umstritten ist. Auf dem Thorak-Gebäude wurde die US-amerikanische Flagge gehisst.
In den folgenden Jahren diente das Gebäude als Offizierskasino der US-amerikanischen Streitkräfte und wurde in dieser Zeit wegen Thoraks Pferdeskulpturen auch White Horse Inn genannt. 1947 zog das Militär ab, zerstörte dabei jedoch die im Park aufgestellten Pferdeskulpturen sowie eine Bronzeplastik Mussolinis. Von 1947 bis 1949 wurde das Gebäude als Flüchtlingsunterkunft genutzt, später als Schule (die sog. Waldschule) und sogar als Kirchenraum.

### FilmstudioDivina-Studio Baldham(1954–1962)
1954 ließ Ilse Kubaschewski das Gebäude zum Filmstudio umbauen. Ihre Produktionsfirma KG DIVINA-FILM GmbH & Co. (ursprünglich Diana-Film) produzierte im Divina-Studio Baldham bis 1962 zahlreiche Filme, unter anderem die Filmreihe 08/15 (1954–1955), die Filme Verrat an Deutschland (1955), Kirschen in Nachbars Garten (1956), Wo die alten Wälder rauschen (1956), Das alte Försterhaus (1956), Weißer Holunder (1957), Nachts, wenn der Teufel kam (1957), Heute blau und morgen blau (1957), Die Landärztin (1958), Heimatlos (1958), Der Haustyrann (1959), Heimat – Deine Lieder (1959), Der Gauner und der liebe Gott (1960) und Freddy und der Millionär (1961).
Zu den bekannten Schauspielern und Regisseuren, die in dieser Zeit in Baldham arbeiteten, gehörten Mario Adorf, Karlheinz Böhm, Hans Clarin, Hans Jürgen Dietrich, Erich Engels, Heinz Erhardt, Gert Fröbe, Joachim Fuchsberger, Barbara Gallauner, Marianne Koch, Paul May, Willy Millowitsch, Freddy Quinn, Robert Siodmak, Grethe Weiser und Elmar und Fritz Wepper (noch als Kinderdarsteller).

### Lagerstätte für die Bayerische Staatsoper und die Archäologische Staatssammlung (seit 1963)
Von 1963 bis 1983 diente das Gebäude der Bayerischen Staatsoper als Kulissenlager. Im Juli 1984 zerstörte der Hagelsturm von München das Glasdach und die Inneneinrichtung des Hauptraums, es stand der Abriss des Gebäudes im Raum. Nach einigen Jahren des Leerstands übernahm 1989 das Denkmalamt das Gebäude, es dient seither als Depot der Archäologischen Staatssammlung. Da das Gebäude nicht klimatisiert wird, können nur unempfindliche Objekte, etwa aus Keramik oder Stein, aufbewahrt werden. Zu diesen Teilen gehören mehr als 45.000 Fundstücke aus Grabungen am Münchner Marienhof für die Zweite Stammstrecke München. Das gesamte Lager umfasst etwa 9.300 Regalmeter. Der Öffentlichkeit ist das Gebäude nicht zugänglich, die Eröffnung eines Museums oder einer Dauerausstellung war jedoch mehrfach im Gespräch.

## Architektur und Gelände

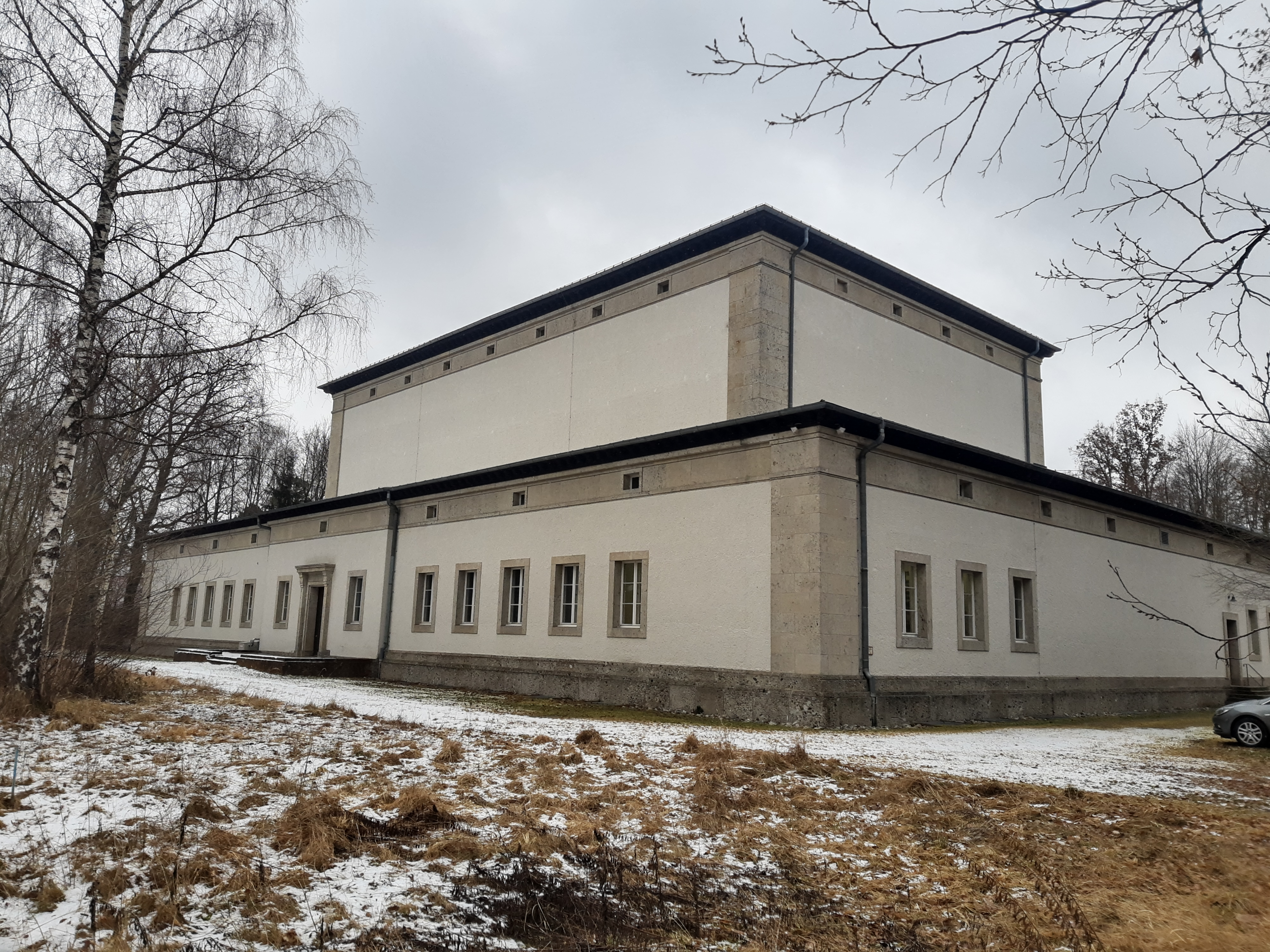
Nordwest-Seite des Thorak-Ateliers (2022)

Den Hauptteil des Gebäudes bildet eine 900 m² große Halle mit schwarzem Marmorboden, die von einem Glasdach bedeckt wird. Nach Süden hin verfügt der Raum über drei Flügeltore mit etwa 12 Metern Höhe, um die gewaltigen Skulpturen Thoraks hinein und heraus transportieren zu können. Die Tore basieren auf einer Aluminiumkonstruktion und lassen sich leicht von Hand öffnen. Die Deckenhöhe beträgt etwa 17 bis 18 Meter. Rundherum schließen etwa halb so hohe Nebenräume an, die auch zum Wohnen genutzt wurden.
Architektonisch diente das Gebäude als Vorbild für das von Hans Freese entworfene Atelier für Arno Breker in Berlin-Dahlem (Kunsthaus Dahlem). Auf dem insgesamt etwa drei Hektar großen Gelände befinden sich zwei Nebengebäude, die als Pferdeställe für Thoraks Pferdemodelle genutzt wurden.
Das Gelände ist heute vollständig umzäunt und grundsätzlich nicht frei zugänglich. Während heute der Eingang von der südlich angrenzenden Fichtenstraße erfolgt, war dieser zu Thoraks Zeiten von der nördlich gelegenen Waldstraße vorgesehen. Daran erinnern noch massive steinerne Pfeiler an der Waldstraße, die eine Toreinfahrt begrenzen. Gegenwärtig befindet sich an dieser Stelle jedoch ein Spielplatz.

## Film-Dokumentation
- Josef Thorak, Werkstatt und Werk. Kurzdokumentarfilm, 1943, 13:21 Min., Regie: Arnold Fanck und Hans Cürlis, Produktion: Riefenstahl-Produktion in Zusammenarbeit mit dem Kulturfilm-Institut (Hans Cürlis), Inhaltsangabe vom Deutschen Filminstitut